# Maszyna różnicowa (powieść)
Maszyna różnicowa (tyt. oryg. The Difference Engine) – powieść science fiction opisująca historię alternatywną, amerykańskich pisarzy Bruce’a Sterlinga i Williama Gibsona. Rozpoczęła ona nowy nurt w literaturze s-f – steampunk. Powieść opisuje świat w którym maszyny Babbage’a weszły do masowej produkcji i era komputerów zaczęła się o wiek wcześniej.